# Alfred Gell
Alfred Gell (12 giugno 1945 – 28 gennaio 1997) è stato un antropologo britannico.

## Biografia
Alfred (Antony Francis) Gell è stato un antropologo sociale britannico, che ha lavorato sull'arte come fenomeno panumano.  Fu allievo di Edmund Leach (MPhil, Cambridge University) e Raymond Firth (PhD, London School of Economics) e condusse le sue ricerche sul campo in Melanesia e in India.  Gell ha insegnato alla London School of Economics. Fu anche un Fellow della British Academy.  Morì di cancro nel 1997, all'età di 51 anni.

## Pensiero
Il suo saggio più importante è considerato Art and Agency, apparso nel 1998 con insolita risonanza. Gell argomenta che l'arte in genere (sebbene la sua attenzione si concentri su artefatti visivi, come le prue delle imbarcazioni trobriandesi) è tale in quanto agisce sui suoi fruitori, cioè ottiene agency, tramite una sorta di 'virtuosità' tecnica (technical virtuosity). L'arte può incantare il fruitore, che per Gell è sempre un ‘vedente’ (viewer) che sembrerebbe diventare per incantamento estetico quasi un veggente, perché “the technology of enchantment is founded on the enchantment of technology”, che è quasi il titolo di un precedente saggio di Gell sull'estetica, The Technology of Enchantment and the Enchantment of Technology, del 1992. Gell segue da vicino diverse forme di efficacia ‘agentiva’ della 'virtuosità tecnica' dell'artista. Comunque per lui si tratta di virtuosità anche o soprattutto stilistica, capace di ottenere una sorta di effetto di presenza viva (living presence response), dove i fruitori o ‘vedenti’ reagiscono alle opere d'arte come se gli artefatti fossero esseri viventi o persino persone che agiscono (agency) sul vedente, che entra in una relazione personale con esse, innescando amore, odio, desiderio o paura. In questo modo per Gell le opere d'arte, in tutte le culture, sono in grado di creare senso comune condiviso, soprattutto mediante ragionamenti per abduzione (abduction, che in inglese significa anche rapimento), già in Aristotele inferenza meno forte dell'induzione e della deduzione, più intuitiva e sintetica, ripresa dal logico e linguista Charles Sanders Peirce e poi ancora ripresa da Gell come un caso di sintetica inferenza "dove ci si trova in circostanze molto strane, che potrebbero essere spiegate con la supposizione che si tratti di un caso obbediente a qualche regola generale, e perciò adottiamo una tale supposizione' (Gell 1998, 18).
Dunque le opere d'arte mediano la social agency. Cioè, mediante il meccanismo logico delle abduzioni, fanno sì che coloro che osservano le opere d'arte facciano abductions sulle intenzioni di coloro che le hanno prodotte, o anche solo esposte alla pubblica fruizione. Il meccanismo logico-estetico dell'abduzione per Gell è transculturale, specificamente umano. Così come riscontrabile sempre e dovunque sarebbe l'incantamento della tecnologia e la tecnologia dell'incantamento, che in molte pagine di Art and Agency si esemplifica con usanze esotiche di idolatria, di feticismo e di quei fenomeni che in Occidente sono detti iettatura o fattucchieria.

## Opere
- 1975 Metamorphosis of the Cassowaries, Umeda Society, Language and Ritual, London, Athlone.
- 1992a Under the Sign of the Cassowary, in Shooting the Sun: Ritual and Meaning in the West Sepik, B. Juillerat, ed. pp. 125–143. Washington, D.C., Smithsonian Institution Press.
- 1992b The Technology of Enchantment and the Enchantment of Technology, in Anthropology, Art and Aesthetics (J. Coote and A. Shelton, eds), pp. 40–66, Oxford, Clarendon.
- 1992c The Anthropology of Time: Cultural Constructions of Temporal Maps and Images, Oxford, Berg.
- 1993 Wrapping in Images: Tattooing in Polynesia, Oxford, Clarendon.
- 1995 On Coote's "Marvels of Everyday Vision", in Social Analysis, 38, 18-31.
- 1995 The Language of the Forest: Landscape and Phonological Iconism in Umeda, in The Anthropology of Landscape: Perspectives on Place and Space (E. Hirsch and M. O'Hanlon, eds), pp. 232–254, Oxford, Clarendon.
- 1996 Vogel's Net: Traps as Artworks and Artworks as Traps, in Journal of Material Culture, 1, 15-38.
- 1998 Art and Agency: An Anthropological Theory, Oxford, Clarendon. Tr. it. Arte e agency. Una teoria antropologica, Raffaello Cortina Editore, Milano 2021.
- 1999 The Art of Anthropology: Essays and Diagrams (E. Hirsch, ed.), London, Athlone.